# Woodworth (Dakota del Nord)
Woodworth és una població dels Estats Units a l'estat de Dakota del Nord. Segons el cens del 2000 tenia 80 habitants.

## Demografia
Segons el cens del 2000, Woodworth tenia 80 habitants, 37 habitatges, i 24 famílies. La densitat de població era de 140,4 hab./km².
Dels 37 habitatges en un 21,6% hi vivien nens de menys de 18 anys, en un 59,5% hi vivien parelles casades, en un 2,7% dones solteres, i en un 35,1% no eren unitats familiars. En el 35,1% dels habitatges hi vivien persones soles el 13,5% de les quals corresponia a persones de 65 anys o més que vivien soles. El nombre mitjà de persones vivint en cada habitatge era de 2,16 i el nombre mitjà de persones que vivien en cada família era de 2,79.
Per edats la població es repartia de la següent manera: un 21,3% tenia menys de 18 anys, un 8,8% entre 18 i 24, un 20% entre 25 i 44, un 27,5% de 45 a 60 i un 22,5% 65 anys o més.
L'edat mediana era de 45 anys. Per cada 100 dones de 18 o més anys hi havia 103,2 homes.
La renda mediana per habitatge era de 36.250 $ i la renda mediana per família de 65.357 $. Els homes tenien una renda mediana de 32.917 $ mentre que les dones 17.188 $. La renda per capita de la població era de 16.695 $. Entorn del 4,2% de les famílies i l'11,3% de la població estaven per davall del llindar de pobresa.

## Poblacions més properes
El següent diagrama mostra les poblacions més properes.